# Thác Na Pao
Thác Nà Pao hay thác Na Pao nằm ở bản Nà Pao xã Bản Lầu huyện Mường Khương tỉnh Lào Cai, Việt Nam .
Xã Bản Lầu cách thành phố Lào Cai theo quốc lộ 4D cỡ 20 km. Thác Nà Pao được Đài Tiếng nói Việt Nam đánh giá là một trong những thác nước đẹp dưới chân núi Fansipan (??) .
Theo tiếng Nùng, thác Nà Pao nghĩa là thác dài (?). Thác được hình thành bởi một dòng suối bắt nguồn từ trên núi rồi chảy trên nền địa hình gập ghềnh, khúc khuỷu. Dòng suối này khi chảy đến địa phận xã Bản Lầu thì gặp một mạch nước ngầm từ dưới lòng núi Suối Thầu (thuộc xã Bản Sen) phun lên rồi tạo thành những dòng nước có tốc độ chảy khá mạnh tại vị trí bản Nà Pao .
Thác Na Pao có bề rộng mặt nước khoảng 20m. Nhiệt độ trung bình mùa hè ở khu vực thác Na Pao là khoảng từ 20 - 25 °C, mùa đông khoảng từ 13 - 15 °C. Khu vực xung quanh thác có một hệ thực vật rừng phong phú.
Xung quanh khu vực thác Na Pao có nhiều bản, làng của đồng bào các dân tộc thiểu số: H'Mông, Nùng, Giáy với những ruộng bậc thang, đồi chè hay đồi dứa.